# 2MASX J23382548+2701496
2MASX J23382548+2701496 ist eine Galaxie im Sternbild Pegasus nördlich der Ekliptik, die schätzungsweise 434 Millionen Lichtjahre von der Milchstraße entfernt ist. Im selben Himmelsareal befindet sich u. a. die Galaxie NGC 7720, IC 5341, IC 5342.